# Ossido di litio nichel manganese cobalto
Ossido di litio nichel manganese cobalto (o abbreviati come NMC, Li-NMC, LNMC o NCM) è un ossido metallico composto di litio, nichel, manganese e cobalto avente la formula chimica generale LiNiMnCoO2.
Questo materiale viene comunemente adoperato nelle batterie agli ioni di litio per elettrodomestici, utensili e dispositivi elettronici e nei veicoli elettrici, fungendo nell'accumulatore da catodo caricato positivamente.
Il maggior campo d'applicazione e utilizzo di questo ossido avviene nelle batterie delle autovetture elettriche, per via dell'elevata densità di energia e della tensione operativa del materiale.
La tensione delle celle delle batterie agli ioni di litio con catodi NMC è di 3,6–3,7 V.

## Storia
L'invenzione degli ossidi Li-NCM è avvenuta ad inizio anni 2000-2001 circa, quasi contemporaneamente e indipendentemente in quattro diversi gruppi di studio e ricerca: all'Argonne National Laboratory negli USA guidato da Thackeray; al Pacific Lithium in Nuova Zelanda guidato da Brett Amundsen; alla Dalhousie University in Canada guidata da Jeff Dahn; all'Università di Osaka guidata da Tsutomu Ohzuku, dove quest'ultimo ha scoperto anche l'ossido di alluminio litio nichel cobalto.